# Kossics József Kétnyelvű Általános Iskola

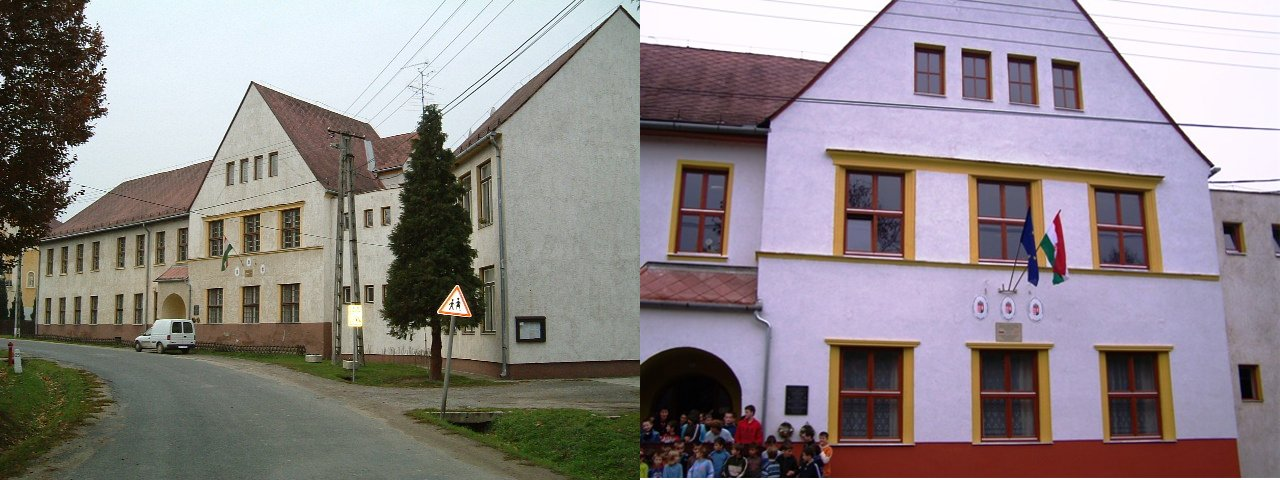
Az iskola épülete a felújítás előtt és után

A Kossics József Kétnyelvű Általános Iskola magyarországi szlovén nemzetiségi nyelvoktatás alapköve.
A Felsőszölnökön található intézményben a képzés szlovén és magyar nyelven, egyidejűleg történik. Tanulói rendszeres fellépői a nemzetiségi programoknak, illetve fontos szerepet vállalnak a vend hagyományok ápolásában.

## Története

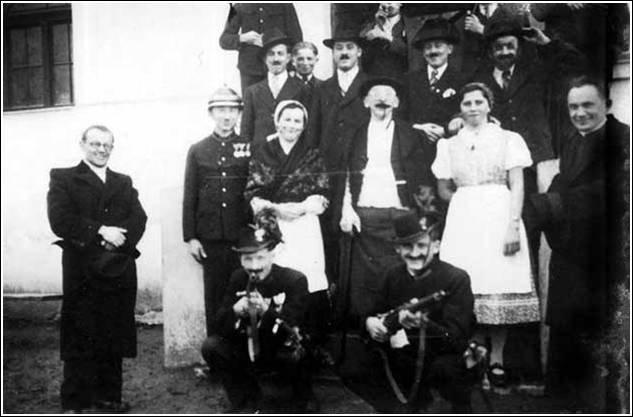
A színjátszócsoport 1936-ban (bal szélen Pál József igazgató-tanító, jobb szélen Kühár János)

Felsőszölnöki iskoláról egy 1627. évi evangélikus egyház-látogatási jegyzőkönyvben tesznek először említést.

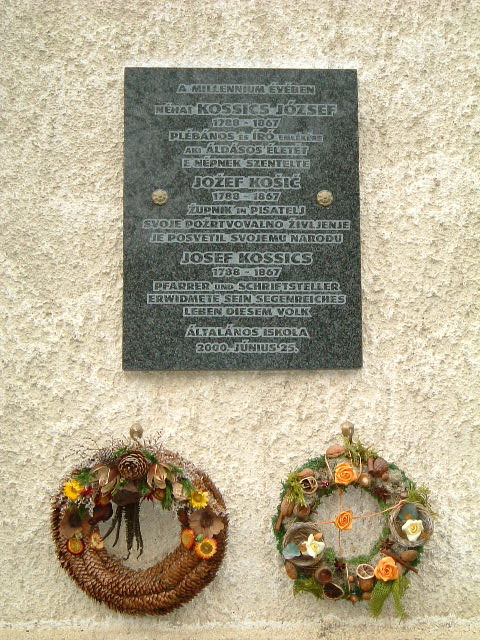
Kossics József emléktáblája az iskola falán

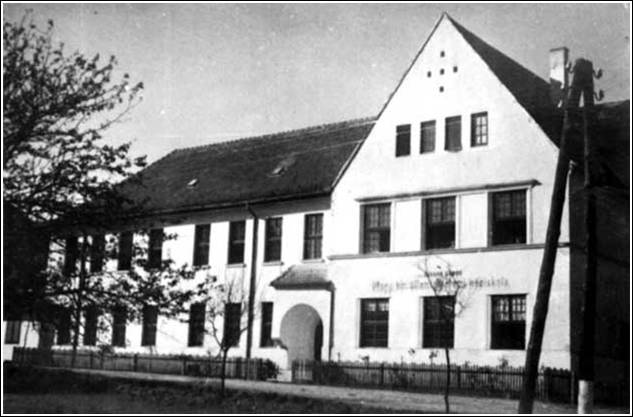
Az iskola 1936-ban

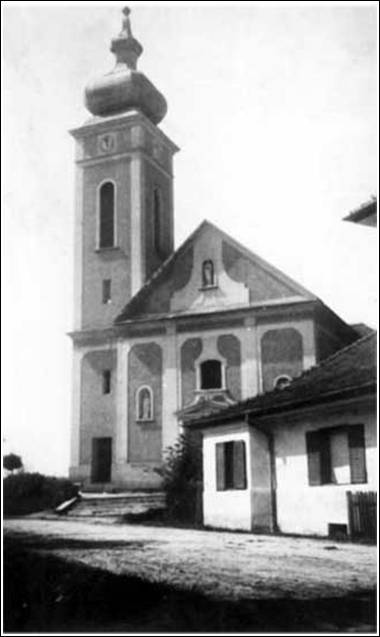
Az iskolaház 1936-ban

1756-ban már a falu iskolája is katolikus. Az iskolamester a szlovén Csuk István volt, akinek élelmezését a falu lakói adták össze, ezenkívül háromnegyed holdnyi földdel rendelkezett. Az iskolaépület ekkor fából épült, két szobát, kamrát, két istállót, udvart és egy kertet foglalt magába.
1774-től Horváth András tanított, háza a plébániától délre állt. Horváth egy szlovén nyelvű kántorkönyvet is írt. Ekkor Martinje és Trdkova faluból is Felsőszölnökre jártak tanulni.
Az 1808-as vizitáció szerint az iskola tanítója bizonyos Bertalanits Mihály, korábban Belatincon (ma Beltinci, Szlovénia) működött 1806-ig és egy bizonyos Geritsávecz községből való, 1822-ig élt Felsőszölnökön, utána Pecsarócon (ma Szentsebestyén, Pečarovci, Szlovénia) tanított haláláig. Segédtanítója volt körülbelül 1809 és 1815 között Marics Ferenc, Apátistvánfalván született 1791-ben. Édesapja Marits György (1766-1810) is ott volt tanító, aki szintén ugyanabból a faluból való mint Bertalanits. Könnyen lehet, hogy ismerték már egymást korábbról. Marics 1815-től apja helyét vette át, majd 1842-től Csöpincen (Kerkafő) élt. Mindketten továbbterjesztették a Ruzsics kántortanító által írt 1789-es kántorkönyvet.
1848-ban a horvát Piufcsics János tanítóskodott, emellett ellátott a templomi (harangozás, orgonázás, egyéb) és jegyzői feladatokat is. A falu 1113 lakójából telente 10 fiú és 3 lány tanuló volt, az iskolaházat a szölnöki, martinjei és trdkovai lakosok építették, földesúri segédlettel (kegyuruk a Batthyány-család volt), akik el is látták az iskolát. A tanítás nyelve a szlovén és a vandál volt. Érdekes módon nincs feltüntetve az 1848. évi kérdőívben, hogy Piufcsics beszél-e a lakosság nyelvén. Nyilvánvalóan még nem tudta a szlovén nyelvjárást, mikor idekerült és csak később sajátította el, mely nem ment talán olyan nehezen, tekintve, hogy rokon nyelvekről van szó.

Piufcsics egyébként magas fokú képzettséggel rendelkezett, Pozsonyban tanult. Földjei is voltak, negyed hold volt az iskola belső területe, s ugyanennyi szántója, valamint rétje is. A falu 63 pozsonyi mérő gabonát adott neki, háromnegyed mérő kölest és hetven font lent. Összesen 118 forint 10 krajcárnyi jövedelme volt. Sajnos a földjeit a maga költségén műveltette Piufcsics, akárcsak a téli tüzelőre valóra külön pénzt fordított. Ezeken az éves bevétele így elúszott. Sőt a családos Piufcsics az iskolát is lakásnak kell, hogy használja, mert a háza mindössze egy, igencsak szűk szobából áll.
1874-ben már magyar nyelven oktattak, a szlovén nyelvet heti fél órában tanították, a népiskola egy tanteremből állt.
1904-ben az iskola állami fennhatóság alatt állt, majd a két világháború között a tanulók csak télen jártak iskolába. Heti öt napon át az iskolaköteleseket, míg a hatodik napon az idősebbeket oktatták gazdászatra és kertészetre.
Az iskola 1925-ös összedőlése után a gyerekek a harangozótól tanultak írni és olvasni, egy parasztház hátsó szobájában. A fűtést a gyerekek otthonról hozott fahasábjaival oldották meg.
Az új iskolaépületet dr. Vargha Gábor ügyvéd és képviselő támogatásával, az egész falu munkájával építették újra. Az ügyvédről nevezték el dr. Vargha Gábor Magyar Királyi Állami Elemi Népiskolának. A két tanító, Fontányi Pál és Kiss Mária magyar anyanyelvű volt, így a gyerekek csak a hittant tanulták szlovénul.
A tanítás szeptember 10-től június elejéig tartott, reggel 8 órától délután 3 óráig. Az iskolások délben hazamentek ebédelni, vasárnaponként pedig a tanító kíséretében misére.
Az iskolába kerülő fiatalok még a második világháború után sem tudtak magyarul, az első két osztályban szlovénul és magyarul is tudó oktatók tanítottak, akik előbb szlovénul, majd magyarul is elmondták a tananyagot.
Az anyanyelv rendszeres oktatását 1945 után vezették be.
1965-ben az alsószölnöki iskola felső-, majd 1979-ben az alsó tagozatát is körzetesítették az épületbe, egyidejűleg megkezdve a német nyelv oktatását a szlovén nyelv mellett.
1975-ben új szárnyat építettek az iskolához, majd az 1979/1980-as tanévtől bevezették a napközi otthonos felügyeletet is.
1985-ben az épületet újra bővítették, új természettudományi előadót, nyelvi labort, könyvtárt, szakelőadót és tantermeket építettek.
1990-ben megszüntették az orosz nyelv oktatását, míg a szlovén- és német nyelvek óraszámát heti 5 órára emelték.
1998-tól informatikai képzést vezettek be. Számos szakkör tevékenykedik az épület falai között: báb-, tánc-, zene-, számítástechnika-, hagyományápolás-, vöröskereszt- és sport szakkörök.
Az iskola 2000-ben vette fel Kossics József nevét.
A 2005/2006-os tanévtől, az első osztálytól kezdődően bevezették a kétnyelvű oktatási rendszert, a tanulók a szlovén nyelv és irodalom tárgyak mellett a környezetismeret, ének-zene, rajz, technika és testnevelés tárgyakat tanulják magyar és szlovén nyelven is.
Az iskola épületét 2006. szeptember 1. és december 31. között felújították az Oktatási- és Kulturális Minisztérium 60 millió forintos pályázati keretéből. A kibővített tornatermet új sportpadlóval látták el, kicserélték az elavult kazánokat, a nyílászárókat, új járólapokat fektettek le, illetve a külső felületeket újraszínezték. Az átadási ünnepségen (2007 elején) Román László a magyar, illetve Pelikan Zorko (a határon túli szlovének hivatalának államtitkára) a szlovén állam részéről vett részt.

## Diákönkormányzat
Az iskola diákönkormányzata a Porabje Diákönkormányzat nevet viseli. Fő célja, hogy a diákságot pozitívan befolyásolja a különböző kultúrák és nemzetiségek iránti nyitottság, az előítélet-mentesség, a demokrácia értékeinek tisztelete szellemében. Tevékenysége nem a tanári munka korlátozását jelenti, hanem – szándékai szerint – a közös célok megvalósításának elősegítését.

## Irodalmi hivatkozások
- Kozár Mária: Felsőszölnök; Száz magyar falu könyvesháza sorozat; ISBN 9639287202; ISSN 1586-0469

## Külső hivatkozások
- Kossics József Kétnyelvű Általános Iskola honlapja